# Ніжинська 1-ша полкова сотня
Перша полкова Ніжинська сотня — адміністративно-територіальна одиниця Ніжинського полку Гетьманської України в 1648—1782 рр.
На 1732 рік такі відомі особистості, як сотник Євстафій Тарасович, хорунжий Василь Билиловець, отаман Кіндрат Єфименко, писар Іван Дзюбенко.
У 1786—1789 рр. відомий «абщетований» сотенний хорунжий Влас Федорович Моцарський (житель с. Воловиці).
Крім частини м. Ніжин, в сотню входили такі населені пункти — с. Мала Кошелювка, с. Євлашівка, с. Комарівка, с. Степанівка, с. Воловиця, с. Омбиші, с. Липовий Ріг, с. Черняхівка, с. Талалаївка.
Після ліквідації полкового устрою України територія сотні відійшла до Чернігівського намісництва.